# بطحيشيات
البطحيشيات (الاسم العلمي: Cyprinodontoidei) هي رتيبة من الأسماك تتبع الرتبة بطحيشيات الشكل من طائفة شعاعيات الزعانف.

## التصنيف
- البكيللينات
  - البكيلليات
    - البكيللاوات